# Nurse 3D
Nurse 3D ist ein 2013 erschienener Horrorfilm in 3D. Regie führte Douglas Aarniokoski, das Drehbuch stammt von David Loughery. Hauptdarsteller sind Paz de la Huerta, Katrina Bowden und Corbin Bleu.

## Handlung
Bei Tag arbeitet Abby Russell als freundliche Krankenschwester im All Saints Memorial in New York City. Nachts ermordet sie untreue Männer, die sie zuvor meist in Bars aufgelesen und verführt hat. Sie freundet sich mit der neuen Krankenschwester Danni an und hilft ihr den harten Krankenhausalltag durchzustehen. Da sie gerade erst ihre Ausbildung beendet hat, schockiert sie die Realität mit ihren menschlichen Tragödien. Abby nimmt sie nach dem Dienst mit in eine Disco, was ihr zwar Zerstreuung bringt, aber auch Abbys wahre Absichten zeigt, als sie mit ihr die Nacht verbringt. Da sie von Danni erfahren hat, dass sie ihren Stiefvater hasst, weil er ihre Mutter betrügen würde, ist dies sein sicheres Todesurteil. Larry Cook ist Psychiater und so sucht Abby ihn in seiner Praxis auf, weil sie ihn angeblich wegen ihrer Sexsucht um Rat bitten will. Dabei setzt sie ihre weiblichen Reize gezielt ein, um ihn zur Untreue zu bewegen. Schon während er sie küsst, verabreicht sie Larry eine ihn lähmende Injektion und lässt ihn dann in seinem Auto vor einen herannahenden Truck rollen. Abby erlebt im Moment des Aufprall einen Orgasmus und fühlt sich dabei sehr gut. Zudem ist sie der Meinung Danni einen Gefallen getan zu haben und sie erhofft sich eine gewisse Dankbarkeit. Da Danni aber von Abbys Untaten nicht ahnt und sich auch nicht von ihrem Freund trennen will, fühlt sich Abby von ihr verraten. Zunächst versucht Abby Danni zu drohen und zu ängstigen. Als Danni sich an die Polizei wendet, dreht Abby den Spieß geschickt um und macht Danni nicht nur unglaubwürdig, sondern lenkt auch den Verdacht der Schuld am Tod ihres Stiefvaters auf sie. Bei der Autopsie hatte man das Medikament im Blut von Larry nachgewiesen und da Danni im Krankenhaus Zugang zu diesem Mittel hat, macht sie das durchaus verdächtig. Da ihr die Polizei nicht glaubt, wendet sich Danni an Abbys Vorgesetzten. Der will diese zur Rede stellen und wird noch am selben Tag von ihr bestialisch umgebracht. Nachdem Danni Abbys grausames Geheimnis herausfindet und der Polizei Beweise vorlegt, wird sie von Abby im Krankenhaus angegriffen. Jeder, der sich ihrem Zweikampf entgegenstellt, wird von Abby getötet. In die Enge getrieben, schließt sie sich auf der Intensivstation ein und tötet die wehrlosen Patienten. Mit Steves Hilfe können sie in die Station gelangen, doch wird auch Steve zum Opfer, als er Abby zu nahe kommt. Mit einer Schere sticht sie ihn nieder und nur durch Dannis schnelle Hilfe kann er gerettet werden.
Abby entkommt aus dem Gebäude, wo ein Polizist auf sie „wartet“ und sie festnehmen will. Auch ihn kann sie mit ihren Tricks hereinlegen und zieht unbehelligt weiter, um ihre Mission zu erfüllen: Untreue Ehemänner zu töten und den Hinterbliebenen zu helfen; den Ehefrauen, den Kindern und deren Bankkonten.

## Rezeption
Christoph Petersen, Mitglied der filmstarts.de-Redaktion, lobt Paz de la Huerta, deren „abgefuckte und exhibitionistische Seite“ sie zur perfekten Besetzung für die Hauptfigur Abby Russell mache. Leider konzentriere sich der Film in der zweiten Hälfte mehr auf die Rolle von Katrina Bowden mit konventionelleren Szenen.
critic.de kam zu dem Urteil:„Diese Erzählung verwebt in ansehnlicher Film-noir-Stilistik Elemente des Psychothrillers, wie Identitätsübernahmen und traumatisierende Backstory Wounds, mit ein bisschen Krankenhausflair und einigen atmosphärisch wenig passenden Splatterszenen, die vor allem dazu dienen, dem 3D-Zuschauer CGI-Blut oder menschendurchbohrende Gartenzaunlatten entgegen rasen zu lassen.“
Die Kritiker bei actionfreunde.de bewertete den Film als „konventionelle Horror-Groteske, im Ablauf vorhersehbar und in der Psychologisierung der Figuren banal, immerhin aber mit Poster-Bildern für den Männerkühlschrank und einer erfrischend zynischen Note, die vor allem vom herrlich abwechslungsreichen Soundtrack ausgeht. Paz de la Huerta bleibt Geschmackssache und wird Kritiker nicht von sich überzeugen können, hat aber definitiv sämtliche Tricks im Repertoire, die man für eine solche Rolle haben muss.“
Bei der Blu-Ray-Rezension ist zu lesen: Der Film ist ein „Trash-Schmankerl, das mit nackter Haut kaum geizig ist und im Finale knietief im Blut watet. Das macht grundsätzlich viel Spaß, krankt aber an einer Hauptdarstellerin, die den Vamp zu keiner Zeit überzeugend gibt“ und „sie auf einem Niveau [agiert], das der Goldenen Himbeere würdig wäre.“
chill-mit-film.de wertete: „Der Zuschauer [muss sich] 80 Minuten lang eine rein äußerlich emotionslose Hauptfigur anschauen, die ihre Leistung als sexy Krankenschwester vollkommen verfehlt. Immerhin besetzt man auch keine Dolly Buster in der Hauptrolle für einen ernsten Thriller. ‚Nurse 3D‘ versucht sexy zu sein, ganz im Schema: ‚Männer stehen auf Botox-Frauen‘. Und genau hierbei scheitert der Film und wirkt letztendlich einfach nur peinlich, unfreiwillig komisch und alles andere als sexy.“
Auf der Kritiken-Webseite Rotten Tomatoes wurden bislang 25 professionelle Kritiken verzeichnet, die durchschnittlich zu 64 % positiv waren („fresh“).